# 纳合七斤
纳合七斤（？—1172年），女真族，纳合氏，西北路人，金朝起事领袖。
金世宗大定十年（1172年）四月，河东，河北等路大饥荒、金朝朝廷仅仅发“所在开仓赈恤”一纸空文诏书，没有实际救灾措施。纳合七斤与当地百姓起事抗金，利用当地有利地形，在金军来攻时，就分散队伍移至各山谷。金军撤走，再聚集抗击金军，后被元帅仆散忠义等镇压，纳合七斤被杀。